# Eddie Eagan
Edward Patrick Francis Eagan (Denver, Colorado, 26 d'abril de 1898 - Nova York, 14 de juny de 1967) va ser un boxejador i corredor de bobsleigh estatunidenc que va competir en els anys posteriors a la Primera Guerra Mundial. És l'únic esportista que ha guanyat una medalla d'or als Jocs Olímpics d'Estiu i als d'hivern en diferents competicions, la boxa i el bobsleigh. Gillis Grafström també guanyà medalles d'or als Jocs d'estiu i d'hivern, però va ser en el mateix esport, el patinatge artístic sobre gel, ja que el fins a la creació dels Jocs d'hivern, el 1924, era un esport que formava part dels Jocs Olímpics d'estiu.
El 1920 va prendre part en els Jocs Olímpics d'Anvers, on guanyà la medalla d'or de la categoria del pes semipesant, del programa de boxa, en superar a la final al noruec Sverre Sørsdal. Quatre anys més tard, als Jocs de París, quedà eliminat en la primera ronda del pes pesant.
Eagan va tornar a disputar uns Jocs el 1932, aquesta vegada com a membre de la tripulació de l'equip estatunidenc que guanyà el bobsleigh a quatre a Lake Placid.
Eagan va estudiar dret a la Universitat Harvard i posteriorment es va graduar en Bachelor of Arts a la Universitat d'Oxford el 1928. Durant la Segona Guerra Mundial va lluitar amb l'exèrcit nord-americà en molts fronts, aconseguint el rang de coronel i obtenint nombroses condecoracions.
Va morir als 69 anys a Nova York i va ser enterrat al cementiri de Greenwood Union.